# Juan José Negri

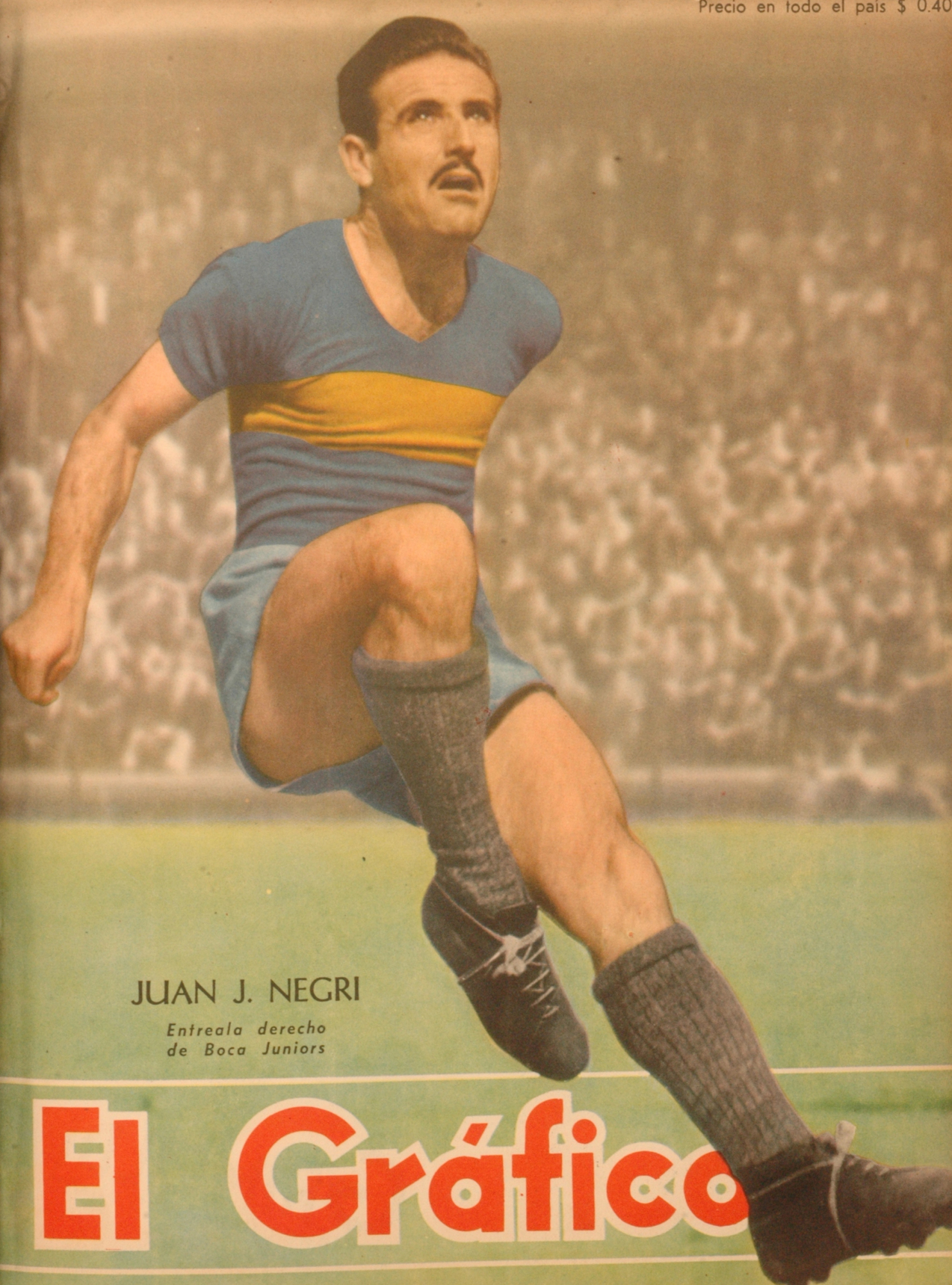
Juan José Negri en la portada de El Gráfico, año 1948

Juan José Eufemio ‘Pichón’ Negri (Wilde, 8 de marzo de 1920 - La Plata, 20 de febrero de 2003) fue un futbolista argentino.

## Trayectoria

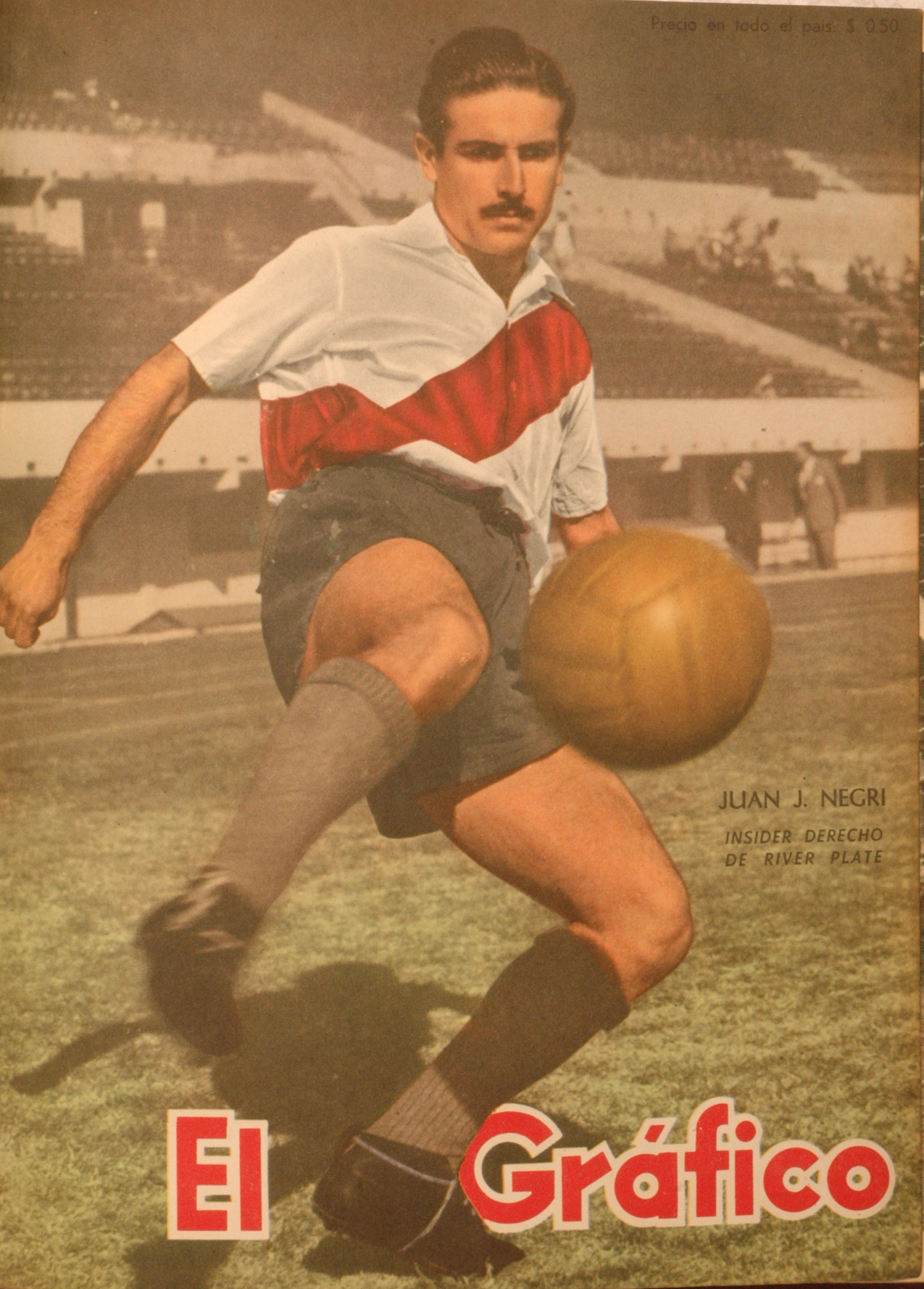
Juan José Negri (River) en 1949.

Debutó en Estudiantes de La Plata el 18 de diciembre de 1938, permaneciendo en el club hasta 1947. Formó parte de la recordada delantera de Estudiantes de 1941 junto con Gagliardo, Laferrara, Cirico y Pelegrina, delantera que convirtió 77 goles en 30 partidos. El 2 de diciembre de 1944, ganan la Copa Adrián C. Escobar al superar a San Lorenzo 1 a 0 en el estadio denominado viejo Gasómetro y la Copa de la República 1945.
En 1948 llegó a Boca Juniors, donde jugó solo 18 partidos, marcando 3 goles.
En 1949, se mudó a River Plate, para luego pasar por Platense (1951) y el fútbol brasileño (1953-1957), donde fue campeón con Sao Paulo (74 partidos y 18 goles) donde integró el equipo campeón del Torneo Paulista 1953 y Santos. En el paso por la institución ganó el Campeonato Paulista 1955 y 1956, Campeón de la Copa Gazeta Esportiva (1956), Campeón del Torneo Internacional de la FPF (1956) y  Campeón del Torneo de Clasificación (1956).
Su paso por Santos es recordado por Pelé, quien dijo que había aprendido mucho del ‘Pichón’ Negri.
Luego de su salida conflictiva de Santos, en 1957 Negri firmó para San Luis de Quillota de Chile. Hubo problemas con su inscripción y, a pesar de haber realizado una gran campaña de 30 puntos, alcanzando el tercer lugar, al final del torneo se le descontaron 13 puntos, condenándolo al descenso.
En 1958, Negri volvió a Estudiantes para retirarse al final de la temporada. En Estudiantes jugó 234 partidos, convirtiendo 83 goles.
Tuvo una breve carrera como director técnico en Estudiantes 1959, 1960 y 1961.
Falleció en la Ciudad de La Plata el 20 de febrero del 2003.

## Clubes
| Club                    | País      | Año                     |
| ----------------------- | --------- | ----------------------- |
| Estudiantes de La Plata | Argentina | 1938-1947               |
| Boca Juniors            | Argentina | 1948-1949               |
| River Plate             | Argentina | 1950-1951               |
| Platense                | Argentina | 1951-1952               |
| São Paulo               | Brasil    | (12/4/1953)-(12/5/1955) |
| Santos                  | Brasil    | 1955-1957               |
| San Luis de Quillota    | Chile     | 1957                    |
| Estudiantes de La Plata | Argentina | 1958                    |

## Palmarés

### Campeonatos nacionales
| Título                 | Club                    | País      | Año  |
| ---------------------- | ----------------------- | --------- | ---- |
| Copa Adrián C. Escobar | Estudiantes de La Plata | Argentina | 1944 |
| Copa de la República   | Estudiantes de La Plata | Argentina | 1945 |
| Campeonato Paulista    | São Paulo               | Brasil    | 1953 |
| Campeonato Paulista    | Santos                  | Brasil    | 1955 |
| Campeonato Paulista    | Santos                  | Brasil    | 1956 |

## Estadísticas
- Ficha de Juan José Negri en BDFA

- Datos: Q16584822